# Loïc Hennekinne
Loïc Hennekinne, né le 20 septembre 1940 à Caudéran (Gironde) et mort le 18 avril 2020 à Paris,, est un haut fonctionnaire français.

## Biographie
Il étudie à l'Institut d'études politiques de Paris et à l'École nationale d'administration. En 1962, il est placé en garde à vue après avoir participé à une réunion de Patrie et Progrès.
Il est conseiller du ministère des Affaires étrangères Roland Dumas de 1988 à 1989, puis conseiller diplomatique du président de la République François Mitterrand de 1989 à 1991. 
Il est ambassadeur de France en Indonésie de 1986 à 1988, au Japon de 1991 à 1993, au Canada de 1997 à 1998 et en Italie de 2002 à 2005. Il est inspecteur général des affaires étrangères de 1993 à 1996 et secrétaire général du ministère des Affaires étrangères de décembre 1998 à juillet 2002. En 1999, il se voit conférer la dignité d'ambassadeur de France. 
Après la fin de sa carrière diplomatique, il participe aux activités de la Fondation Res Publica créée par Jean-Pierre Chevènement, et siège à son conseil scientifique. En 2017, il conseille le candidat à la primaire citoyenne en vue de l'élection présidentielle de 2017 Arnaud Montebourg sur les questions de politique étrangère.

## Décorations
- Commandeur de la Légion d'honneur (2007), officier (2001), chevalier (1991)
- Officier de l'ordre national du Mérite (1998), chevalier (1981)